# Henning von Tresckow
Generálmajor Henning Hermann Robert Karl von Tresckow (10. ledna 1901 Magdeburg – 21. července 1944, Królowy Most, poblíž Białystoku) byl německý důstojník wehrmachtu, který organizoval odboj proti Adolfu Hitlerovi. 13. března 1943 se neúspěšně pokusil o atentát umístěním nálože do vůdcova letadla. Stal se jedním ze strůjců operace Valkýra, gestapo ho popisovalo jako „hnací stroj“ a „zlého ducha“ celého spiknutí. Poté, co byl 20. července 1944 proveden neúspěšný atentát na Hitlera, spáchal 21. července sebevraždu.

## Vyznamenání
- Železný kříž, I. třída,
- Železný kříž, II. třída,
- Německý kříž, zlatý
- Kříž cti, s meči
- Železný kříž, II. třída, 1939
- Železný kříž, I. třída, 1939
- |  Služební vyznamenání Wehrmachtu, IV. a III. třída